# دان ولش
دان ولش (به انگلیسی: Don Welsh) زادهٔ ۲۵ فوریه ۱۹۱۱ بازیکن فوتبال اهل انگلستان که سابقهٔ بازی در تیم ملی فوتبال انگلستان را در کارنامهٔ خود دارد. وی در تاریخ ۱۴ مه ۱۹۳۸ نخستین بازی ملی خود را در مقابل تیم ملی فوتبال آلمان انجام داد و با حضور در ۳ بازی ملی، در تاریخ ۲۴ مه ۱۹۳۹ واپسین بازی ملی‌اش را در برابر تیم ملی فوتبال رومانی برگزار کرد.
این بازیکن توانسته در بازی‌های ملی، ۱ گل به ثمر برساند.